# 1885 en littérature
| Années de la littérature : 1882 - 1883 - 1884 - 1885 - 1886 - 1887 - 1888    |
| Décennies de la littérature : 1850 - 1860 - 1870 - 1880 - 1890 - 1900 - 1910 |

Cet article présente les faits marquants de l'année 1885 en littérature.

## Presse
- Fondation de la revue « Nieuwe Gids » à Amsterdam.
- Le Resto del Carlino et le Segolo XIX, quotidiens italiens.

## Parutions

### Essais
1. Le Livre de mon ami, livre de souvenirs d'Anatole France.

#### Essais politiques
- Blanqui : Critique sociale (publication posthume).
- Albert V. Dicey : Introduction à l’étude de la loi de la constitution.
- Leontiev : La Russie, l’Orient et les Slaves.
- Karl Marx : Le Capital, volume II.
- Friedrich Nietzsche : Ainsi parlait Zarathoustra. Il développe les idées de « surhomme » et « d’éternel retour » qui donneront lieu à des lectures très controversées pendant tout le XXe siècle.
- Plekhanov : Nos désaccords. Ce texte marque les ruptures entre marxistes et populistes.

### Romans

#### Auteurs francophones
- 6 avril-30 mai : publication sous forme de feuilleton dans le quotidien Gil Blas du roman réaliste Bel-Ami de Guy de Maupassant puis en volume la même année[1].
- 16 juin-20 septembre : publication  en feuilleton dans Le Temps du roman d’aventures Mathias Sandorf de Jules Verne[2].

- Stéphane Mallarmé : Prose pour des Esseintes.
- Guy de Maupassant, Bel-Ami, roman, Monsieur Parent et Les Contes du jour et de la nuit, recueils de nouvelles.
- Jules Verne : Mathias Sandorf, L'Épave du Cynthia (avec André Laurie).
- Émile Zola : Germinal.
- André Theuriet : Le Secret de Gertrude.
- Georges Ohnet : La Grande Marnière.
- Alfred Parépou : Atipa.

#### Auteurs non francophones
- Février 1885-février 1886 : publication sous forme de feuilleton dans le périodique The Century Magazine du roman Les Bostoniennes d’Henry James, puis sous la forme de livre en 1886[3].
- Novembre 1885-octobre 1886 : publication sous forme de feuilleton dans le journal St. Nicholas Magazine du roman Le Petit Lord Fauntleroy de Frances Hodgson Burnett, puis sous la forme de livre en 1886[4].

- Henry Rider Haggard : Les Mines du roi Salomon, chef-d'œuvre de la littérature d'aventure.
- Vladimir Galaktionovitch Korolenko : Le Songe de Makar.
- Robert Louis Stevenson : Olalla.
- Robert Louis Stevenson : Prince Othon.
- Robert Louis Stevenson et Fanny Van de Grift : Le Dynamiteur, recueil de nouvelles.

## Principales naissances
- 21 février : Sacha Guitry, écrivain et dramaturge français († 24 juillet 1957).
- 26 août : Jules Romains, écrivain français († 14 août 1972).
- 11 octobre : François Mauriac, écrivain français († 1er septembre 1970).
- 22 décembre : Alice Poulleau, écrivaine, poète, historienne et géographe française († 20 novembre 1960).

## Principaux décès
- 14 février : Jules Vallès.

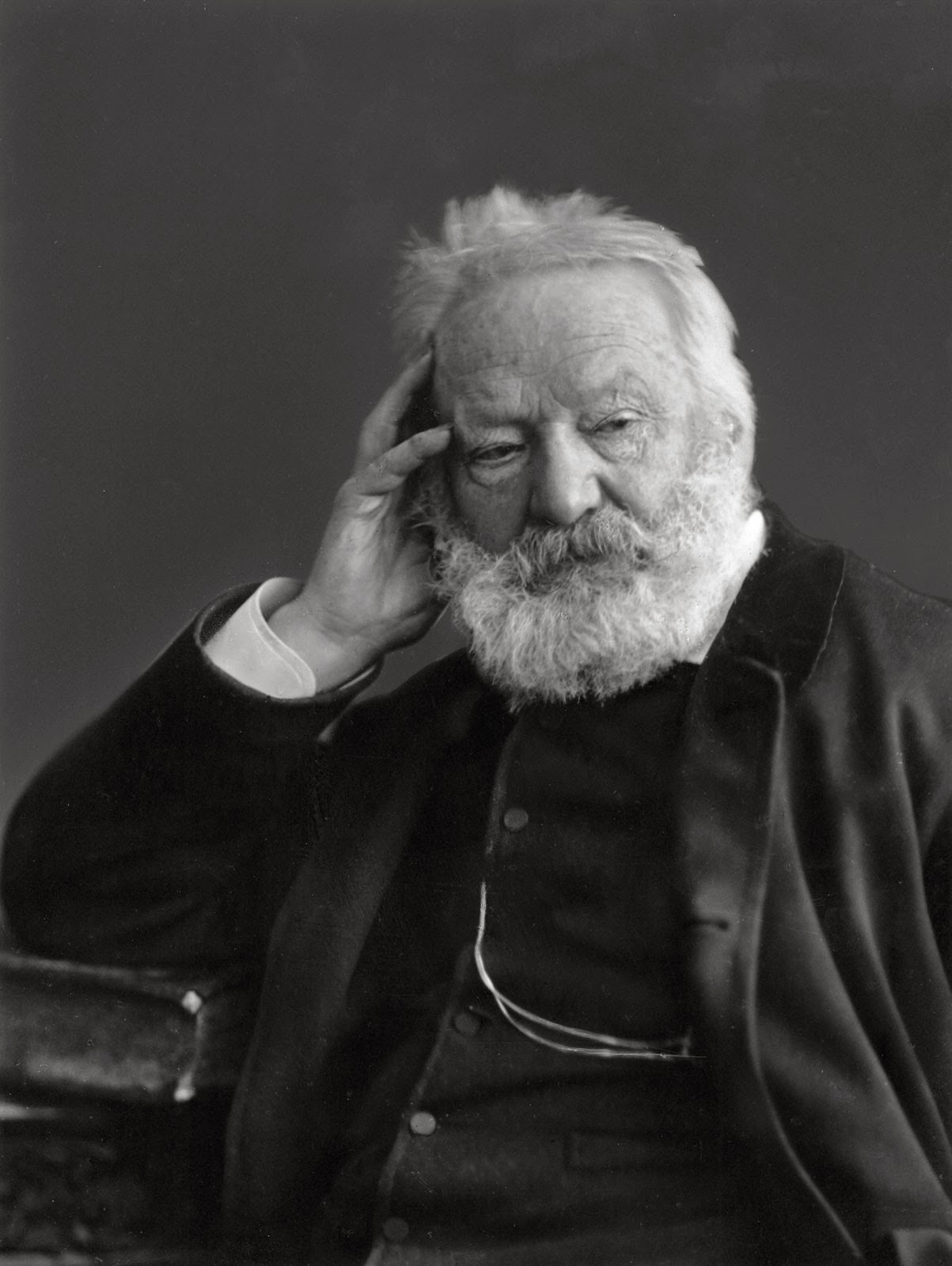
Victor Hugo par Nadar.

- 22 mai : Victor Hugo, écrivain français, 83 ans. Un cortège de plusieurs centaines de milliers de personnes suit son corbillard.